# 摂家
摂家（せっけ）とは、摂政・関白に任じられる家格のこと。藤氏長者に就く藤原氏嫡流の家であり、摂関家（せっかんけ）、摂籙家 (せつろくけ) 、執柄家（しっぺいけ）ともいう。
鎌倉時代中期に近衛家・一条家・九条家・鷹司家・二条家の5つの家に分かれたため、五摂家（ごせっけ）とも言う。平安時代から江戸時代まで、公家社会における最高の家格であった。

## 歴史

### 摂関家の成立
平安時代前期、藤原北家の良房が清和天皇の外祖父として人臣初の摂政に任官し、その養子の藤原基経が関白の地位を占め4代に渡って執政の任についたことで、藤原北家基経流は他氏や藤原氏諸流と一線を画した家として扱われるようになった。延喜・天暦の治と呼ばれる天皇親政期を除いては摂関が常置されるようになり、基経の子孫がこれを占めた。摂関の地位は基経の子孫の諸流で争われるようになり、師輔の子孫である九条流が主導権を握った。師輔の子孫は8代に渡る天皇の外戚となり、中でも道長は長年内覧・一上として朝廷政治を掌握し、3代の天皇に自らの娘を嫁がせることで摂関政治の最盛期を築き上げた。この権勢は荘園の増大にも繋がり、「天下の地悉く一の家（道長家）の領となり、公領は立錐の地もなき歟、悲しむべき世なり」（『小右記』）と評されるほどの膨大なものとなった。道長の子孫は御堂流と呼ばれる。中でも道長の嫡子である頼通は50年にわたって摂関を務めている。弟教通は頼通から譲りを受けて関白となったものの、子の信長への権力継承に失敗し、頼通の子師実が嫡流として扱われるようになった。
一方で頼通と藤原氏とは外戚関係にない後三条天皇が即位すると、御堂流嫡流の権勢にも陰りが生まれた。頼通は晩年に教通から嫡子師実への摂関移行を求めたが、天皇はこれを拒絶している。ただし、次の白河天皇と藤原師実の関係は比較的良好で、白河天皇が退位して上皇として院政を開始した時に政治の実権を握っていたのは白河天皇の関白から堀河天皇の摂政に転じた師実であったとするのが近年の理解である(これは摂関政治の実質上の復権と言える)。しかし、師実と後を継いだ師通が相次いで病死し、若年の忠実が当主となると、御堂流嫡流の権勢の陰りは明らかになっていく。『愚管抄』によれば、鳥羽天皇が即位した際には、外伯父であった閑院流の藤原公実が摂政の任を望むという事態が発生したとされる。治天の君であった白河上皇が縁戚である公実に遠慮して決定を下せずにいたところ、院近臣源俊明が強硬にせまって院宣を取得し、忠実を摂政に据えたという。この出来事は摂関が天皇との外戚関係によって定まるものではないことを明確に示し、これによって外戚関係の有無に関わらず摂関を世襲する家としての摂関家が成立したとされている。さらに院政が進む中で朝廷の陣定などの意思決定機関は形骸化し、院や天皇の前での御前定・殿上定が政治の場となった（院評定）。これらの場への参加を決めるのは治天の君であり、摂関はかつてのような権力を持つものではなくなった。一方で白河上皇は摂関家を軽んじていた訳ではなく、崇徳天皇の中宮に忠実の子忠通の娘を据えるなど摂関家が再び外戚となることを望んでいた。しかし忠実の行動には問題が多く、上皇は忠実を処罰して隠居に追い込んでいる。
その後、忠実の跡を継いだ藤原忠通の後継者問題は、摂関家に深刻な問題をもたらした。元々忠実は忠通が弟の頼長及びその子である兼長を養子に迎えて摂関家を譲ることを望んだ。しかし、忠通はこの縁組を実子が誕生しなかったときの「中継ぎ」と認識していたらしく、自らの嫡子基実が誕生すると縁組を解消しようとした。しかし、大殿である忠実は基実の廃嫡と高陽院との養子縁組を宣言して忠通の子孫を摂関家の嫡流から外す意思を明確化し、忠通の反発を受け、ついに忠通に与えていた藤氏長者の座を奪って頼長に与えた。この騒動が保元の乱の一因となった。乱の結果、頼長が戦死して忠実と兼長も処罰され、戦後処分において頼長の所領が没収されたため、摂関家は所領を大きく失った。基実は嫡男として摂関の地位を継ぐが、長く傍流と位置づけられていたために摂関家継承の条件と考えられていた近衛大将に就かないままの就任となった。加えて、基実の嫡男である基通が平治の乱で処刑された藤原信頼の妹を母としていたことから、晩年の忠通は基実－基通の系統を嫡流から外そうと考えたと言われている。この構想は具体化する前に忠通は死去するが、樋口健太郎は基実の同母弟である基房を、野村育世は異母弟である兼実を後継者として考えていたとしている。基実はこの流れに対抗するために権勢を強めつつあった平清盛の娘盛子を妻に迎えていたが、24歳で急死した。摂関の地位は幼児の基通ではなく基房が継いだものの、嫡流の荘園は基実の子・基通が継ぐという前提で、盛子が相続して清盛の管轄下に置かれることとなった。

### 近衛家と九条家の分裂
しかし、治承3年（1179年）に盛子が没すると、後白河法皇はこの所領を基通に渡さず、高倉天皇の管理下に移そうとした。これを受けて清盛はクーデターを起こし、法皇を幽閉するとともに基房を解官した（治承三年の政変）。基房は源義仲と組んで子の師家を摂政に就けて復権を図るも、源義経によって義仲が破れたためまたも失脚した。基通は平家から離れ、後白河に接近したことでその地位を固めた。
しかし平氏滅亡後、後白河が義経による源頼朝追討を支援したことで法皇に近い基通は失脚し、基実・基房の弟兼実が頼朝の支持を受けて関白となった。しかし頼朝は娘の大姫を入内させようとし、源通親と組んで兼実父子を失脚に追い込み、基通を関白に復帰させた（建久七年の政変）。基実・基通の家系は「近衛家」と呼ばれ、兼実の家系は「九条家」と呼ばれた。また基房の家系は「松殿家」と呼ばれる。
建仁2年（1202年）、後鳥羽上皇は兼実の子九条良経を摂政に任じ、また建永元年（1206年）には基通の子近衛家実を摂政に任じた。さらに建保6年（1218年）には良経の外孫が皇太子となり（仲恭天皇）、摂関家は近衛家と九条家の2つに分立することが明らかとなった。
|      |      |      |      |                     |                     |                     |                     |                     |                     |                     |                     |                     |                     | 藤原忠通 （御堂流） |                     |                     |                     |                     |                     |      |      |  |  |                     |                     |                     |                     |                     |                     |  |  |                     |                     |                     |                     |                     |                     |  |  |  |  |  |  |  |  |  |  |  |  |  |  |  |  |  |  |
|      |      |      |      |                     |                     |                     |                     |                     |                     |                     |                     |                     |                     |                     |                     |                     |                     |                     |                     |      |      |  |  |                     |                     |                     |                     |                     |                     |  |  |                     |                     |                     |                     |                     |                     |  |  |  |  |  |  |  |  |  |  |  |  |  |  |  |  |  |  |
|      |      |      |      |                     |                     |                     |                     |                     |                     |                     |                     |                     |                     |                     |                     |                     |                     |                     |                     |      |      |  |  |                     |                     |                     |                     |                     |                     |  |  |                     |                     |                     |                     |                     |                     |  |  |  |  |  |  |  |  |  |  |  |  |  |  |  |  |  |  |
|      |      |      |      | 近衛基実 （近衛家） | 近衛基実 （近衛家） | 近衛基実 （近衛家） | 近衛基実 （近衛家） | 近衛基実 （近衛家） | 近衛基実 （近衛家） |                     |                     |                     |                     | 松殿基房 （松殿家） | 松殿基房 （松殿家） | 松殿基房 （松殿家） | 松殿基房 （松殿家） | 松殿基房 （松殿家） | 松殿基房 （松殿家） |      |      |  |  | 九条兼実 （九条家） | 九条兼実 （九条家） | 九条兼実 （九条家） | 九条兼実 （九条家） | 九条兼実 （九条家） | 九条兼実 （九条家） |  |  |                     |                     |                     |                     |                     |                     |  |  |  |  |  |  |  |  |  |  |  |  |  |  |  |  |  |  |
|      |      |      |      | 近衛基実 （近衛家） | 近衛基実 （近衛家） | 近衛基実 （近衛家） | 近衛基実 （近衛家） | 近衛基実 （近衛家） | 近衛基実 （近衛家） |                     |                     |                     |                     | 松殿基房 （松殿家） | 松殿基房 （松殿家） | 松殿基房 （松殿家） | 松殿基房 （松殿家） | 松殿基房 （松殿家） | 松殿基房 （松殿家） |      |      |  |  | 九条兼実 （九条家） | 九条兼実 （九条家） | 九条兼実 （九条家） | 九条兼実 （九条家） | 九条兼実 （九条家） | 九条兼実 （九条家） |  |  |                     |                     |                     |                     |                     |                     |  |  |  |  |  |  |  |  |  |  |  |  |  |  |  |  |  |  |
|      |      |      |      | 基通                | 基通                | 基通                | 基通                | 基通                | 基通                |                     |                     |                     |                     | 師家                | 師家                | 師家                | 師家                | 師家                | 師家                |      |      |  |  | 良経                | 良経                | 良経                | 良経                | 良経                | 良経                |  |  |                     |                     |                     |                     |                     |                     |  |  |  |  |  |  |  |  |  |  |  |  |  |  |  |  |  |  |
|      |      |      |      | 基通                | 基通                | 基通                | 基通                | 基通                | 基通                |                     |                     |                     |                     | 師家                | 師家                | 師家                | 師家                | 師家                | 師家                |      |      |  |  | 良経                | 良経                | 良経                | 良経                | 良経                | 良経                |  |  |                     |                     |                     |                     |                     |                     |  |  |  |  |  |  |  |  |  |  |  |  |  |  |  |  |  |  |
|      |      |      |      | 家実                | 家実                | 家実                | 家実                | 家実                | 家実                |                     |                     |                     |                     |                     |                     |                     |                     |                     |                     |      |      |  |  | 道家                | 道家                | 道家                | 道家                | 道家                | 道家                |  |  |                     |                     |                     |                     |                     |                     |  |  |  |  |  |  |  |  |  |  |  |  |  |  |  |  |  |  |
|      |      |      |      | 家実                | 家実                | 家実                | 家実                | 家実                | 家実                |                     |                     |                     |                     |                     |                     |                     |                     |                     |                     |      |      |  |  | 道家                | 道家                | 道家                | 道家                | 道家                | 道家                |  |  |                     |                     |                     |                     |                     |                     |  |  |  |  |  |  |  |  |  |  |  |  |  |  |  |  |  |  |
|      |      |      |      |                     |                     |                     |                     |                     |                     |                     |                     |                     |                     |                     |                     |                     |                     |                     |                     |      |      |  |  |                     |                     |                     |                     |                     |                     |  |  |                     |                     |                     |                     |                     |                     |  |  |  |  |  |  |  |  |  |  |  |  |  |  |  |  |  |  |
| 兼経 | 兼経 | 兼経 | 兼経 | 兼経                | 兼経                |                     |                     | 鷹司兼平 （鷹司家） | 鷹司兼平 （鷹司家） | 鷹司兼平 （鷹司家） | 鷹司兼平 （鷹司家） | 鷹司兼平 （鷹司家） | 鷹司兼平 （鷹司家） |                     |                     | 教実                | 教実                | 教実                | 教実                | 教実 | 教実 |  |  | 二条良実 （二条家） | 二条良実 （二条家） | 二条良実 （二条家） | 二条良実 （二条家） | 二条良実 （二条家） | 二条良実 （二条家） |  |  | 一条実経 （一条家） | 一条実経 （一条家） | 一条実経 （一条家） | 一条実経 （一条家） | 一条実経 （一条家） | 一条実経 （一条家） |  |  |  |  |  |  |  |  |  |  |  |  |  |  |  |  |  |  |

一方でこの時期には藤原師長（頼長流）や松殿忠房（師家の弟）にも摂関就任の可能性があり、流動的な情勢が続いた。しかし結果的に彼らの復権はならず、近衛家や九条家に匹敵する家系にはならなかった。
近衛家は氏長者に相伝される殿下渡領以外の摂関家領のほとんどを掌握していた。一方で九条家は良経の子・道家が頼朝の妹を妻とした一条能保と二重の縁戚関係にあるなど、鎌倉幕府と強い関係を持っていた。道家の子の頼経は鎌倉幕府将軍となり、さらに仲恭天皇の外祖父となるなど権勢を誇った。承久の乱後には摂政を更迭されたものの、四条天皇の即位に当たって道家の子の教実が摂政に就任することで復帰し、その兄弟の実経・良実もそれぞれ摂関となっている。こうして道家は幕府から「天下の御計らひ」を認められるなど事実上の朝廷の主導者となった。しかし寛元4年（1246年）の宮騒動により頼経は京都に送還され、道家も失脚に追い込まれた。

### 五摂家の成立
道家の子実経の家系は一条家、良実の家系は二条家を称し、九条家とともに並立するようになった。一方で近衛家からは基通の子近衛家実の四男、兼平の子孫が分流し、鷹司家が成立した。建長4年（1252年）に鷹司兼平が摂政・太政大臣、藤氏長者宣下を賜ったことにより、それ以前に摂政または関白就任、藤氏長者を宣下を受けていた近衛兼経、九条教実、二条良実、一条実経とともに後に「五摂家」と呼ばれる家格が設立された。これ以降、家督を巡る内紛から一時的に分裂する事例はあっても基本的には嫡流のみが摂家を継承して5つに固定される原則が成立する。それはこれ以上の分立は他の堂上家の就くべき官職を奪うことになり、その存立にも関わることになるため、朝廷や幕府がこれ以上の摂家の分立を抑止する方針があったのではないかとする推測がある（「五摂家」の確立以降、当主・嫡男以外の摂家出身者の大臣就任がほとんど見られなくなるのはその反映と考えられている）。五摂家は近衛・鷹司の近衛流、九条・一条・二条の九条流に大別される。ただし二流派は必ずしもそれぞれ一体のものであったわけではない。例を上げると近衛政家（戦国時代）の時期には近衛家は一条家・二条家・鷹司家とは友好的な関係であったが、九条家とは緊張感をはらんでいた。また、近衛家煕の時代（江戸時代）には近衛家が圧倒的な力を持つ一方で、それ以外の四家の当主は全員鷹司教平の男系二世（孫）として結びついていた時期もある。
10世紀以降、公家にはそれぞれに極めるべき家職（陰陽道や書道、華道、香道、和歌、雅楽楽器、蹴鞠など）があるという概念が確立することとなる。摂家の家職は公家にとって必須の有職故実であり、他の堂上家はそれを学ぶ家礼となる、一種の師弟関係を持つようになった。この関係は累代に渡って固定されることが多くなり、摂家とそれに属する家である門流を形成するに至った。。ただし門流・家礼の関係は固定的なものではなく、場合によっては家礼から離脱することもあった。大半の堂上家がいずれかの摂家の家礼となっており、江戸時代の時点で近衛家48家、九条家20家、二条家4家、一条家37家、鷹司家8家となっている。このため摂家は他の堂上家を一般庶民を指す凡下と呼んでいた。
一方で足利義満以降は公家昵近衆と呼ばれる室町殿の家礼となる公家も現れており、足利将軍家は摂家に準ずる権門として扱われるようになった。摂家の当主が将軍家から偏諱を受ける例も多く、近衛家は縁戚関係を持つようになっている。五摂家分立から武家関白の成立までの330年間で摂関となったのはのべ86人であるが、うち26人が二条家で、在任期間も116年と他の摂家平均の2倍以上となる。これは二条家が特に武家と近しい関係であったからと見られている。

### 戦国期の摂家
戦国時代に入ると、幕府による朝廷への支援が激減したため、朝廷と公家の財政はより厳しいものとなった。摂家は他の公家に比べると財政状況は良かったものの、永正3年（1506年）には鷹司兼輔が任内大臣の陣宣下に用いる費用を用立てできず、消息宣下で済ます事態となっている。また二条家は特に幕府への依存が強かったことと当主の早逝が相次いだことで経済的に困窮し、清華家の今出川家よりも昇進が遅れるという異常事態を招いている。
朝廷の意思決定や意思伝達はほとんどが形骸化し、天皇の意思伝達も詔書や宣旨ではなく女房奉書によるものが主なものとなった。残された朝廷の重要な朝儀には改元の陣儀、叙位任官の消息宣下などがあったが、摂家はほとんどこれに参加しないようになる。またこの頃開始された、天皇の政治機能を実質的に支えていた禁裏小番にも参加せず、天皇の私的な行事にもほとんど参加しなくなった。また摂家の子女が女房衆として出仕することもなくなった。このため室町・戦国期を通じて摂家の子女が皇子・皇女を産んだ例は一例もない。
こうした状況で摂家は武家との連携強化に動くこととなる。九条家は細川京兆家の当主細川政元の養子に澄之を出し、近衛家は足利義晴・足利義輝の二代の室町将軍に娘を嫁がせ、影響力の拡大を図った。また摂家が地方の武家と連携し、在国することもあった。近衛前久は越後国の上杉輝虎、二条尹房は周防国の大内義隆のもとに出向き、戦国大名の政略に大きく関わることとなる。また一条教房は土佐国にあった所領経営のために下向し、土佐に在国しながらも一条家の一族として扱われる土佐一条氏の成立に繋がった。このように摂家は朝廷運営から距離を取るようになっていったため、永禄3年（1560年）の正親町天皇の即位式においては、関白近衛晴嗣（後の前久）が参加したことが珍しいことであると皮肉られたという。しかしこうした動きは摂家が戦乱に巻き込まれることにも繋がり、澄之は永正の錯乱の中で敗死し、永禄の変では足利義輝生母の慶寿院（近衛尚通娘）が自害に追い込まれ、二条尹房父子は大寧寺の変で殺害された。

### 武家関白期
天正13年（1585年）、近衛信輔と二条晴良の間で関白就任を巡って紛争が起きていた（関白相論）。これに目をつけた羽柴秀吉（豊臣秀吉。当時は平朝臣を称していた）は、1585年（天正13年）に信輔の父前久の猶子となり、藤原朝臣秀吉（近衛秀吉）として関白就任を果たした。この時、秀吉の要請を受けた前久は、天下はすでに秀吉に掌握されているため、「五家ヲコトコトク相果サレ候トモ、誰カ否ト申シヘキ（五摂家をすべて滅亡させようと誰も異論を出せない）」と述べている。
翌年、秀吉は豊臣に改姓した。この時点で秀吉は関白職を後陽成天皇の皇子（後の八条宮智仁親王）に譲るとしていた。天正17年（1589年）には秀吉の子鶴松が生まれ、後陽成天皇は関白の後継は鶴松にするべきであるかという下問を秀吉と五摂家当主に対して行った。五摂家当主は叡慮に異存がない旨を返答し、こうして豊臣家による関白職の世襲が定まった。鶴松が夭逝した後、秀吉養子である豊臣秀次に関白を譲った。文禄3年（1594年）には近衛家当主である信輔が秀吉の勘気に触れ、薩摩国へ流罪となった。信輔の罪状を記した書状の中で秀吉は、一在所を切り取ることもできない五摂家より、秀吉がこの職を預かるのがましであったとして、武家関白の正当性を述べている。秀吉の在世中、摂家は摂関はもちろん、大臣も天正20年に信輔が左大臣を辞して以降は任官できなかった。また信輔のほかも菊亭晴季が文禄4年（1595年）まで右大臣を務めたが、関白左大臣秀次の追放に伴って流罪になり、それ以降は武家の内大臣徳川家康一人という朝廷史上の異常事態となった。
太政大臣秀吉が没した慶長3年（1598年）には菊亭晴季が右大臣に復帰した。同年には後陽成天皇が譲位の意向を示したが、この際に五摂家当主から意見の聴取が行われている。慶長5年（1600年）の関ヶ原の戦い後には家康の要請で九条兼孝が関白・左大臣に就任し、摂家関白が15年ぶりに復活した。9年（1604年）九条幸家の正室に豊臣家から豊臣完子が嫁いだ。12年（1607年）に豊臣秀頼が右大臣を辞して以降は武家の大臣は公家のものとは別扱いとなり、朝廷の官位体系は従来に戻った。

### 江戸時代の摂家
江戸幕府は摂家を朝廷の取締を行う家として扱うようになった。慶長14年（1609年）には後陽成天皇が猪熊事件の処分を不服として譲位を求めるようになったが、家康はこの際に天皇に対する7か条の意見書を奏上している。この第4条では摂家衆は存じ寄りのことがあれば互いに談合して天皇に申し入れるよう求めており、摂家は天皇に対して諫言を行う存在であるとしている。また摂家に対しても天皇に「諸事御異見」することが第一であると伝えている。これを受けて摂家衆は天皇の説得にあたり、譲位を断念させた。
元和元年（1615年）、家康は禁中並公家諸法度を制定した。これにより摂政・関白は武家伝奏とともに公家と門跡支配の中核に位置づけられた。また第4条では摂関には摂家の中でも器量のあるものしか任命してはならないとしている。これ以降関白の進退はすべて幕府の協議と承認を必要とするようになった。さらに天皇の政務を助ける存在として勅問衆が設置された。勅問衆のメンバーは摂家の人物のみであり、当初は現任の関白と大臣のみであったが、元文3年（1738年）以降は権大納言以上の摂家当主が加わり、19世紀のはじめ以降は権大納言以上の摂家構成員に拡大された。ただし勅問衆への諮問の多くは官位叙任に関わる問題であり、半ば手続き的な扱いであった。寛文3年（1663年）には議奏が設置され、関白と武家伝奏・議奏の両役が朝廷執行部となる体制が整った。
寛永11年（1634年）、幕府は九条幸家の子道基による松殿家の再興を承認した。この松殿家の家格については定まっていなかったが、寛永18年（1641年）に松殿家は一代限りの摂家とされることになった。道基の母は豊臣秀勝と、崇源院の娘完子であり、崇源院と徳川秀忠の子である将軍徳川家光と国母東福門院にとって、道基は従兄弟に当たっている事が大きいと見られている。この際、三条西実条は摂家は五家に定まっているが、上意であれば特に問題はないとしている。道基は正二位権大納言の時に32歳で没したため、結果的に摂関となることはなかった。道基には子がおらず、養子を迎えることもなかったために松殿家は断絶となり、道基の知行1000石は九条家に吸収された。以降松殿家は2度再興が検討されているが、摂家としての再興は過分であると判断されるようになっている。
江戸時代前期において摂関は、おおむね五摂家当主の先任順による就任が行われた。しかし後期になると九条・二条・近衛の当主早逝が相次ぎ、一条・鷹司の摂関在任が多くなった。中でも鷹司政煕は19年、鷹司政通は33年に渡って関白を務めている。
江戸時代における太政大臣任官者は7名のみであるが、すべて摂家出身者であった。また左大臣・右大臣についてもほぼ摂家出身者で独占された。清華家出身の左大臣はわずか10名であり、しかも2年以上在任した例はなく、一年以上在任した例も万治3年（1660年）から寛文11年（1671年）までの10年間に集中している。また右大臣任官者は20名であり、大臣家出身の右大臣も2名に過ぎなかった。摂家以外の大臣は数も少なく在任期間も短かったため、朝廷の会議に参加しない慣習が生まれた。一条内房はこのような風習を嘆き、自らの関白在任中には摂家以外の大臣を参加させると記している。
近世には南北朝時代以来中絶していた天皇の嫡妻が復活したが、嫡妻である中宮・皇后・女御は基本的に摂家出身者であり、13人中9人が摂家出身者であった。嫡妻は他の天皇の妻が次代の天皇を産んでいたとしても格上として待遇され、その子も嫡妻の「実子」として扱われた。このため天皇幼少時などでは、朝廷において摂家出身の天皇嫡妻が大きな影響力を持つことに繋がった。

#### 江戸時代における摂家の財政
江戸時代において、摂家は知行地として領地を保持していた（公家領）。慶長期の知行目録によれば、近衛家1795石、二条家1708石、九条家1043石、一条家1029石、鷹司家1000石であったことが確認できる。
その後、正保4年（1647年）に九条家は松殿家の廃絶に伴ってその遺領1000石を吸収し、天和2年（1682年）には一条家・鷹司家に500石ずつ、正徳元年（1711年）には近衛家に対して1000石が加増されている。
天保期には九条家3000石、近衛家2860石、一条家2044石、二条家1708石、鷹司家1500石であった。また安政元年（1859年）には九条家に対して幕府より1000石の加増が行われている。慶応元年の段階で近衛家2862.8石、九条・一条両家が2044石、二条家1708.8石、鷹司家は1500石の家領・家禄が与えられ、他の堂上家よりも経済的に厚遇を受けていた（なお、100石以下の堂上家は羽林家で15、名家10、半家7であった）。また関白職に500石、藤氏長者に500石が役料として幕府から支給された。ただし、田中暁龍の研究によれば、役職料の支給が常に行われていた訳ではなく、しかもその実例は幕末期に集中するという。しかし、幕末以前に行われた摂家の加増の中には、本来は臨時の役職料であったものが、摂関退任後もその功労によって返還を求められないまま事実上の所領に加えられた事例もあるという。また現職の関白を務めた人物によっては、幕府から特に援助が行われることがあった。鷹司政煕は毎年500俵と白銀500枚を幕府から受け取り（後終身）、一条忠良は仁孝天皇の要請で関白在職中には毎年百石、鷹司政通にも毎年500俵が贈られた。
しかし公家全体が逼迫していた江戸時代において、摂家の財政も厳しいものであった。公家の知行地の実収は低いものであり、幕末の段階で一条家は2000石の知行地から800石程度、九条家は3043石の知行地から1000石程度の実収しかなかったという。宝暦年間には九条家が伝来の宝物を売却し、買い戻すために知行地を返納することで2万両の拝領を幕府に望んだが、断られる事態となっている。
一方で近衛家は江戸中期以降酒造業で栄えた伊丹を知行地としていたため、運上金の収益が非常に大きく、下橋敬長は幕末期には1万石程度の実収があったとしている。さらに有力大名である島津家薩摩藩、津軽家津軽藩と深い関係にあったことや、7代将軍徳川家継の外戚となり幕府から援助を受けたことで財政状態は好転し、大名家に貸出を行うほどになっている。また鷹司家は名目金と呼ばれる幕府が債権保証を行う貸付事業を、他の公家よりも手広く行っていた。特に大きかったのが心観院名目金であり、11代将軍徳川家治の御台所倫子女王の病没時、実兄であった鷹司輔平に対して1000両の形見分けが行われた物を原資としている。鷹司家は商人の出資を得て資本を増加し、地下官人や堂上家に対して貸付を行っていた。

### 明治維新後
王政復古の大号令により摂関は廃止されたため、摂関を輩出する家としての摂家はその実質を失った。これ以降は「旧摂家」あるいは「旧摂関家」「旧五摂家」など「旧」を冠して呼称することも多い。明治2年6月17日（1869年7月25日）に摂家は華族となり、1884年（明治17年）の華族令施行後、当主は最高位の公爵に叙せられた。宗族制においては第42類・天兒屋根命後内大臣鎌足十七代摂政関白太政大臣忠通裔として扱われている。五家の当主は主に宮中や議会制度発足以降は公爵議員として貴族院においても活動した。特に近衛篤麿とその子文麿は貴族院議長となり、文麿は後に内閣総理大臣となっている。
旧皇室典範下で皇太子妃の基準としては皇族及び公爵家の出身者が適当と見られており、大正天皇皇后となった九条節子（貞明皇后）は旧摂家九条家の出身である。
摂家の後継者として養子を迎える場合には皇族か同じ摂家に限るという原則は無くなり、一条実輝（旧羽林家である四条家からの婿養子）や近衛忠煇（文麿の外孫で旧熊本藩主・細川家からの養子）、鷹司尚武（鷹司信輔の外孫で旧岩村藩主・大給松平家からの養子）のようにそれ以外の華族（戦後は旧華族）からの養子縁組も行われるようになった。

## 摂家と儀式
摂家は大嘗会における神膳供進の儀や、即位礼における即位灌頂など、天皇に関わる儀式の作法を口伝していた。即位灌頂は弘安11年（1288年）に始まった即位する天皇が印を結んで真言を唱えると言う儀式であるが、即位式に導入したのは二条家によるものであった。このため二条家が摂関でない時期には即位灌頂は行われなかったが、二条家は他家に伝わらない秘伝を持つと主張し、「天下の御師範」を自称していた。

## 摂家の待遇
下橋敬長は、摂家の昇進を以下のようにまとめている。7歳前後で元服を行い、禁色・昇殿を許される勅許が出る。正五位下もしくは従五位下に叙任され、それからまもなく正五位下は従四位上、従五位下は従四位下に「越階」として昇任する。さらに剰闕推任として近衛権少将を初任官とし、近衛権中将に昇任する。以降は参議を経ずに権中納言 → 権大納言兼近衛大将から大臣を経ることとなっており、この間三位までは越階による叙任が、官職においては摂家の任命が優先されて権中納言・権大納言・大臣の定員がない場合には清華家以下の公家から１名を更迭してその後任とした。
禁中並公家諸法度では宮中席次は摂関・三公・宮家・その他公卿となっていたが、前述のように摂家が三公就任の優先的地位を有していたため、結果的に清華家以下はもちろんのこと皇族である宮家より人臣である摂家の上座がほぼ保障されていた。さらに官位勅問は原則として摂家のみが承り、かつ日参義務のない現職摂関以外の4家に対しては天皇の方から参内を求めることなく反対に摂家の私邸に勅使を派遣する。
摂家がその貴種性を維持するために、自家に相続人がいなければ自家と同格である摂家もしくは皇族から養子を迎えて後を継がせることになっており、たとえ摂家との血縁上のつながりが明らかであっても、清華家以下の下位の家格出身者が摂家を相続することは許されなかった。寛保3年（1743年）、九条稙基と鷹司基輝が急死した際に、九条家は随心院門跡である尭厳（後の九条尚実）が還俗して相続し、鷹司家は同家から養子に入った西園寺実輔の孫・寿季（後の橋本実理）の相続を検討するよう、桜町天皇が命じた。これに対して関白一条兼香が閑院流に摂関が移ってしまうことを危惧して反対したために、東山天皇の第6皇子で閑院宮家の始祖である直仁親王の第4王子・淳宮（後の鷹司輔平）が相続した。